# Ejército checoslovaco
El ejército checoslovaco (en checo y eslovaco: Československá armáda) era el nombre de las fuerzas armadas de Checoslovaquia. Se estableció en 1918 tras la declaración de independencia de Checoslovaquia del Imperio austrohúngaro.

## Historia
En los primeros meses de la Primera Guerra Mundial, la respuesta de los soldados y civiles checos a la guerra y los esfuerzos de movilización fue muy entusiasta, sin embargo, más tarde se convirtió en apatía. Aunque se inspiró en los patrones del ejército austrohúngaro, el ejército del naciente Estado también incorporó a exmiembros de la Legión Checoslovaca que lucharon junto a la Entente durante la Primera Guerra Mundial. El ejército checoslovaco participó en la breve guerra polaco-checoslovaca en la que Checoslovaquia anexó la región de Zaolzie a Polonia. En el período de entreguerras, la fuerza era bastante moderna según los estándares contemporáneos, con el núcleo de la fuerza formado por tanques LT vz. 38 y LT vz. 35, así como un extenso sistema de fortificaciones fronterizas. Movilizada durante los Acuerdos de Múnich, la fuerza no participó en ninguna defensa organizada del país contra los invasores alemanes debido al aislamiento internacional de Checoslovaquia.
El ejército se disolvió tras la ocupación alemana de Checoslovaquia en 1939. Durante la Segunda Guerra Mundial, el ejército checoslovaco se recreó en el exilio, primero en la forma de la nueva Legión checoslovaca que luchó junto a Polonia durante la invasión de Polonia y luego en la forma de fuerzas leales al gobierno checoslovaco en el exilio con sede en Londres.
Después de la guerra, las unidades checoslovacas que lucharon junto a los aliados regresaron a Checoslovaquia y formaron el núcleo del nuevo ejército checoslovaco recreado. Sin embargo, con la toma de poder comunista de Checoslovaquia, se estaba sovietizando cada vez más y en 1954 pasó a llamarse formalmente Ejército Popular de Checoslovaquia. El ejército de Checoslovaquia volvió al nombre anterior en 1990, luego de la Revolución de Terciopelo, pero en 1993, luego de la disolución de Checoslovaquia, se disolvió y se dividió en el moderno Ejército de la República Checa y las Fuerzas Armadas de Eslovaquia.

## Rangos militares

### Suboficiales
- Vojín - Soldado, Soldado de vuelo
- Svobodník - Soldado de Primera Clase, Soldado de vuelo de primera clase
- Desátník - Caporal, Soldado de vuelo sénior
- Četař - Sargento
- Četař jednoroční dobrovolník - Sargento Voluntario (utilizado entre 1919-1920)
- Rotný - Sargento (anteriormente Sikovatel entre 1919-20)
- Štábní šikovatel - Sargento Mayor de Compañía (utilizado entre 1918-1920)
- Staršina - Sargento Platoon, Sargento de vuelo (parte del sistema de rangos de 1948-1959)
- Rotmistr - Sargento de Primera Clase, Sargento Técnico
- Nadrotmistr - Sargento Maestro
- Štábní rotmistr - Sargento Primero (abolido 2011)

### Oficiales Técnicos
- Důstojnický zástupce - Oficial Técnico cadete (utilizado entre 1919-1920)
- Podpraporčík - Oficial Técnico de Primera, (abolido en 2011)
- Praporčík - Oficial Técnico
- Nadpraporčík - Oficial Técnico Mayor
- Štábní praporčík - Oficial Técnico Jefe (abolido en 1949, reinstalado en 1999)

### Oficiales cadetes y cadetes de la escuela militar
- Kadet Aspirant - Oficial cadete (utilizado entre 1919-1920)
- Gážista mimo hodnostní třídu - Oficial Candidato para la Reserva (utilizado entre 1919-1920)

### Oficiales
- Podporučík - Subteniente (abolido en 2011)
- Poručík - Teniente Segundo
- Nadporučík - Teniente Primero
- Kapitán - Capitán (anteriormente Setnik en la Guardia Nacional)
- Štábní kapitán - Capitán mayor (abolido en 1952)
- Major - Mayor
- Podplukovník - Teniente coronel
- Plukovník - Coronel
- Brigádní generál - General de Brigada (abolido en 1950, reinstalado en 1999)
- Divizní generál - General de División (abolido en 1950)
- Generálmajor - Mayor General
- Generálporučík - Teniente General
- Sborový generál - General de Cuerpo del Ejército (abolido en 1951)
- Generálplukovník - Coronel General (abolido en 1998)
- Generál - General (creado en 1920 y abolido en 1930, en la actualidad el rango más alto en Eslovaquia)
- Armádní generál - General de Ejército, General del Aire
- Polní podmaršálek - Teniente Mariscal de Campo (utilizado en 1918-1920)
- Polní zbrojmistr - Mariscal de Campo (utilizado en 1918-1920)